# Décembre 1789

## Événements
- Empire ottoman : nomination du réformateur Hamidi Zade Mustafa Efendià la tête des ulémas par Sélim III[1].
- 5 décembre - Robespierre prononça un discours sur le sujet urgent de la Garde nationale[2].
- 11 décembre : fondation de l'Université de Caroline du Nord à Chapel Hill, c'est aujourd'hui la plus vieille université publique des États-Unis.
- 11 - 18 décembre, Révolution brabançonne : les Autrichiens évacuent Bruxelles et les places principales. Les Patriotes déclarent l’indépendance. Deux courants s’opposent : les « statistes », avec Van der Noot entendent seulement s’affranchir de la tutelle étrangère en faisant respecter l’existence des franchises et le respect du pouvoir des États. Les « vonckistes » sont plus radicaux et hostiles à l’ancien régime[3].
- 14 décembre, France : loi sur les municipalités.
- 19 décembre, France : décret de création des assignats, billets gagés sur la vente des biens nationaux.
- 20 décembre : première filature industrielle de coton américaine d'après le procédé Arkwright introduite en Nouvelle-Angleterre par Samuel Slater.
- 22 décembre, France : décret de la division de la France en départements. La France divisée en 83 départements[4].
- 24 décembre, France : les Protestants accèdent à la citoyenneté (droit de cité)[5].
- 26 décembre, France : Claude-Pierre de Delay d'Agier, député de la noblesse de la province du Dauphiné, demande la publication de la liste des déclarants et des sommes déclarées pour la contribution patriotique.

## Naissances
- 6 décembre : Joseph Abrahamson, officier et pédagogue danois († 6 janvier 1847).
- 9 décembre : Louis Rendu (mort en 1859), géologue et glaciologue savoisien, évêque d'Annecy.
- 24 décembre : Étienne de Sauvage, homme politique belge († 24 août 1867).

## Décès
- 3 décembre : Claude Joseph Vernet, peintre paysagiste français né à Avignon (° 14 août 1714).
- 23 décembre : Abbé de l'Épée, auteur du langage des sourds-muets (° 22 novembre 1712).
- 28 décembre : Auguste Denis Fougeroux de Bondaroy (né en 1732), botaniste français.